# Новозатопляевская
Новозатопляевская — деревня в Холмогорском районе Архангельской области.

## География
Находится в центральной части Архангельской области на расстоянии приблизительно 14 км на запад-северо-запад по прямой от районного центра села Холмогоры на левобережье реки Северная Двина.

## История
В 1859 году здесь (тогда деревня Архангельского уезда Архангельской губернии) было учтено 6 дворов, в 1905 — 6. До 2022 года входила в Койдокурское сельское поселение до его упразднения.

## Население
Численность населения: 23 человека (1859 год), 43 (1905), 4 (русские 95 %) в 2002 году, 5 в 2010.